# Capo Calavà
Capo Calavà è un promontorio della costa settentrionale della Sicilia, si trova in Provincia di Messina nel Comune di Gioiosa Marea.
È il punto più vicino, della costa siciliana, alle Isole Eolie.
Ricade all’interno del Sito di interesse comunitario (SIC) identificato con codice ITA030033

## Geologia
Il promontorio è caratterizzato dall’affioramento di un basamento di rocce cristalline di età Paleozoica. Trattasi di pegmatiti appartenenti al Complesso Calabride ed all’Unità dell’Aspromonte (Lentini et al., 2000).
Tale affioramento roccioso si erge con una scogliera verticale a picco sul mare di 137 m, caratterizzato dalla presenza, alla base, di due antri. Questi hanno sviluppo orizzontale e si trovano rispettivamente uno in mare e l’altro facilmente accessibile dalla spiaggia.

## Flora
Vista la varietà di ambienti la composizione floristica risulta essere molto articolata.
Sulla linea di costa si rinvengono formazioni di vegetazione costiera caratterizzate da piante annue.
Le pareti rocciose sono caratterizzate dalla presenza di casmofite e le cenge sono colonizzate da comunità di vegetazione tipicamente mediterranea.
Nel 2014 è stato censito (da Pasta, Buscemi et al.) un nucleo composto da una ventina di individui di palma nana (Chamaerops humilis), pianta che fino ad allora si riteneva assente in Sicilia nord-orientale.
Sui versanti dalle pendenze più dolci sono presenti praterie di ampelodesmo (Ampelodesmos mauritanicus) che lasciano spazio a vegetazione arbustiva della macchia mediterranea.
A livello arboreo sono presenti nuclei di querce, caratterizzati dalla presenza, tra le altre, di piante di sughera (Quercus suber) e leccio (Quercus ilex) in associazione tra loro.

## Fauna
La fauna, in generale, è quella legata agli ambienti di macchia e alle pareti rocciose.
Presenti numerose specie di uccelli tra cui diversi rapaci. Tra questi i più comuni il falco pellegrino (Falco peregrinus), la poiana (Buteo buteo) e il gheppio (Falco tinnunculus). Nei periodi di migrazione non è raro osservare altre specie di rapaci in transito.
Visibile la rondine montana (Ptyonoprogne rupestris), con i suoi caratteristici voli lungo le balze rocciose.
Tra i mammiferi si annovera la presenza del coniglio selvatico (Oryctolagus cuniculus) e della volpe (Vulpes vulpes).

## Storia

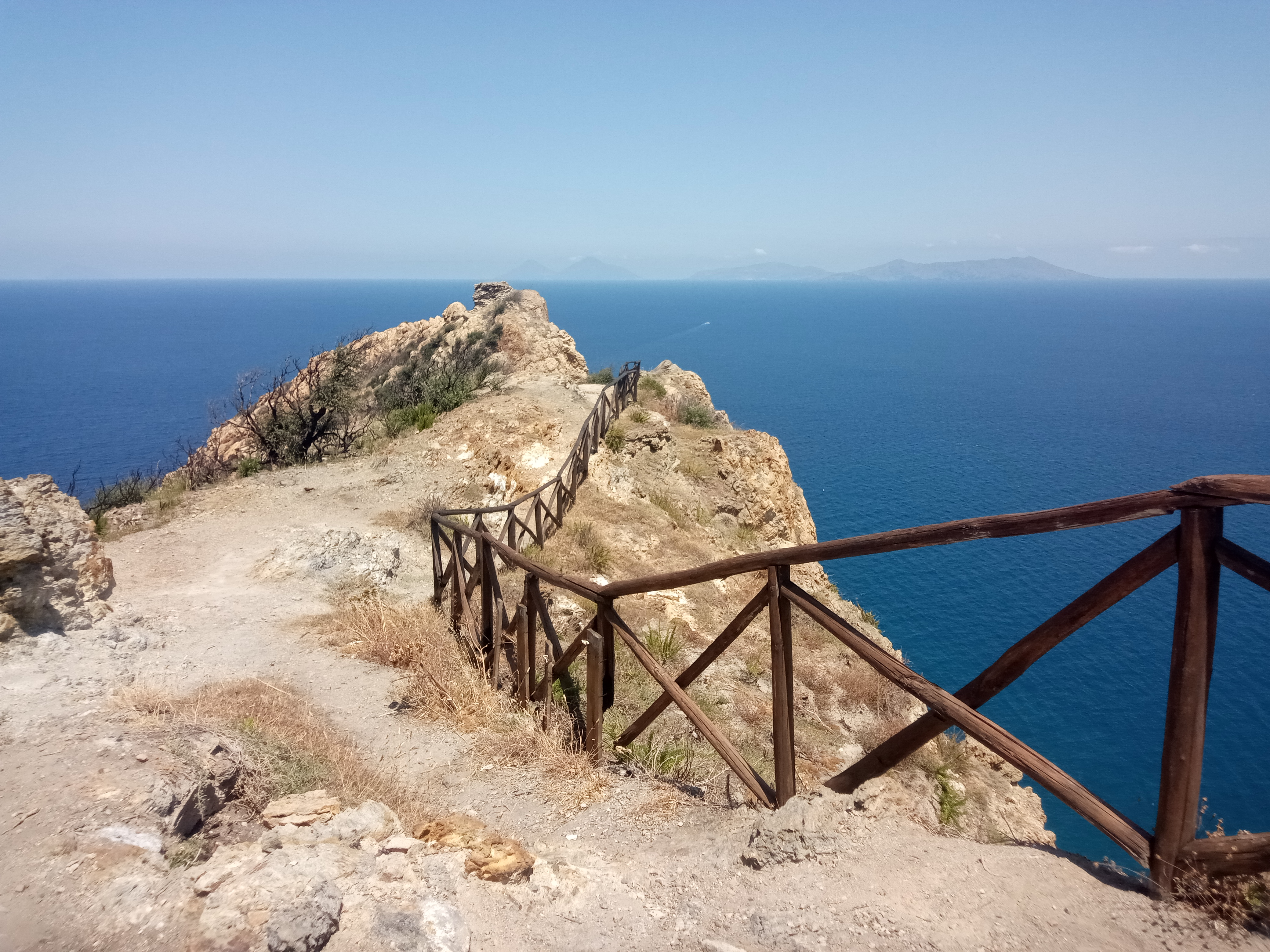
Punto panoramico - Sentiero Naturalistico Capo Calavà

Capo Calavà conserva ancora un tratto della via Consolare Pompea, oggi sentiero naturalistico che permette la fruizione turistica del luogo. L’importanza della via è intuibile dalla presenza, in alcuni tratti, del fondo migliorato con i ciottoli.

In cima al promontorio sono ancora oggi visibili i resti di una torre di guardia facente parte del sistema difensivo costiero del regno di Sicilia. La torre di Calavà permetteva la comunicazione tra le torri a ovest (Torre delle Ciavole di Gliaca, Castello di Brolo e torre del monte di Capo d’Orlando) e quelle a est (Torre Sciacca a Mongiove, Tindari e Torre di Capo Milazzo). A proposito delle torri scriveva nel ‘500 il Camilliani nella “Descrizione della Sicilia”: 
“Dalla torre di Spadafora al Castello di Melazzo ci sono miglia nove. Al detto Castello si tiene guardia di rispondenza de' fumi e fuoghi; ma gli avisi delli segnali vengono solamente da parte di Ponente, cioè dal Capo d'Orlando, Capo di Calavà e torre di Patti et ultimamente la guardia del Tindaro. Dalla parte di levante non c'è altra rispondenza, se già la torre, ch'è sopra la Colla di S. Rizzo, il quale si scuopre da Messina per esser posta sopra la cresta de' monti, che sparteno sì come s'è detto Messina città, e il Castello di Melazzo nel transito di miglia 18 che per terra si contano, del che non s'è havuta relazione” (Pubblicata da G. Di Marzo nel 1877).
Il promontorio è attraversato dalla Strada Statale 113 Settentrionale Sicula. L’attraversamento del promontorio è reso possibile da un traforo realizzato nel 1853 che è stata la prima galleria rotabile della Sicilia. Per attraversarla vi era un guardiano che riscuoteva un pedaggio per il transito (Tripoli, 2017).
Nel 1943 la presenza di tale passaggio risultò determinante per l’avanzata degli americani, sbarcati a Brolo l’11 agosto del 1943 con l’operazione “Brolo beach”. I tedeschi in ritirata minarono la strada a est del promontorio facendo crollare un tratto della stessa impedendo, così, il passaggio ai mezzi americani. Le truppe americane costruirono, in breve tempo, un ponte in legno permettendo il ripristino della viabilità.
Presente, sul versante ovest a monte del sentiero, una polveriera risalente alla II guerra mondiale. Tale struttura attualmente versa in stato di degrado.